# Wichian Khamcharoen
Wichian Khamcharoen (tiếng Thái: วิเชียร คำเจริญ) (12 tháng 4 năm 1935 — 10 tháng 12 năm 2016) hoặc Lop Burirat (tiếng Thái: ลพ บุรีรัตน์) là một nhạc sĩ Luk thung Thái lan Anh là người thường xuyên viết nhạc cho ca sĩ Luk thung Thái lan Luk  Pumpuang Duangjan. Các bài hát của anh ấy bao gồm "Nad Phop Na Amphoe", "Krasae Khao Ma Si", "Uhue Lor Jang", "Nguen Na Mee Mai", "Amija Tinger", "Noo Mairoo", "Khoe Hai Ruay", vv. Ông được phong tặng Nghệ nhân Quốc gia Thái lan trong năm 2005.